# Perfektní záskok
Perfektní záskok (v anglickém originále Picture Perfect) je americká filmová komedie z roku 1997. Režisérem filmu je Glenn Gordon Caron. Hlavní role ve filmu ztvárnili Jennifer Aniston, Jay Mohr, Kevin Bacon, Olympia Dukakis a Illeana Douglas. 

## Obsazení
| Jennifer Aniston    | Kate Mosley        |
| Jay Mohr            | Nick               |
| Kevin Bacon         | Sam Mayfair        |
| Olympia Dukakis     | Rita Mosley        |
| Illeana Douglas     | Darcy O’Neil       |
| Matthew Sussman     | Darcyin manžel     |
| Kevin Dunn          | pan Mercer         |
| Faith Prince        | paní Mercer        |
| Sean Patrick Thomas | pracovník agentury |
| Kaley Cuoco         | malá slečna        |